# 萨沙·达尼洛维奇
普雷迪拉格·“萨沙”·达尼洛维奇（1970年2月26日—），塞尔维亚前职业篮球运动员，曾效力于美国NBA联盟。他在1992年的NBA选秀中第2轮第43顺位被金州勇士选中。